# Kolberg (Berg bei Heidesee)
Der Kolberg ist eine 91 Meter hohe Erhebung in Kolberg, einem Ortsteil der Gemeinde Heidesee im Landkreis Dahme-Spreewald in Brandenburg.

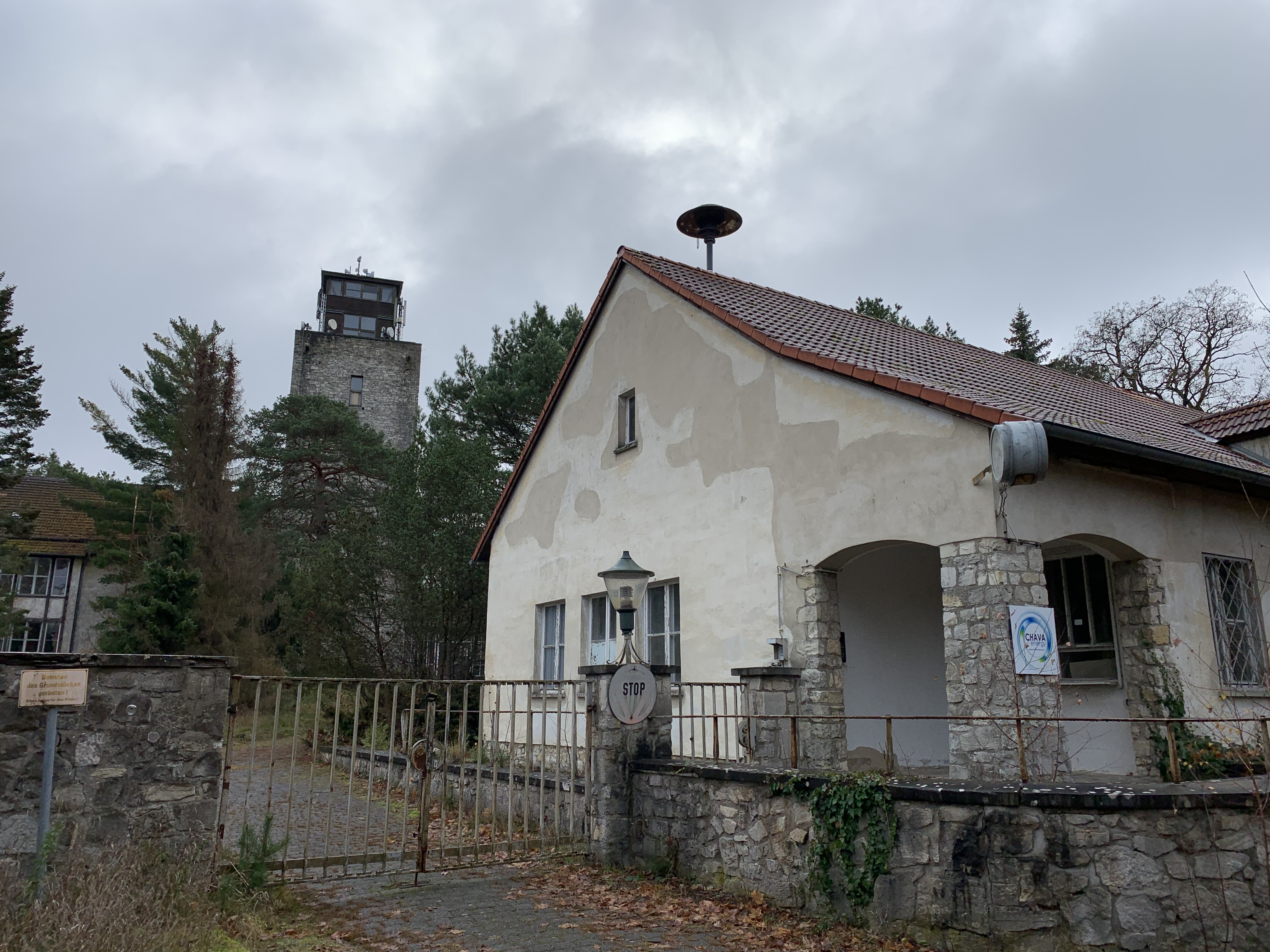
Ehemaliger Messturm und Gebäude des ZIF

Die Erhebung entstand während der letzten Weichsel-Eiszeit. In der Zeit der DDR begann die Deutsche Post in den 1950er Jahren mit der Entwicklung von UKW-Rundfunksendern sowie dem Aufbau eines VHF-Fernsehnetzes. Damit die hierfür erforderlichen, empfindlichen Messgeräte frei von elektrischen Umgebungseinflüssen waren, wählte die Deutsche Post den Kolberg als Standort aus. Dort nahm am 21. September 1952 das erste Labor seinen Forschungsbetrieb auf. In den folgenden Jahrzehnten entstand auf dem Berg die Außenstelle Kolberg des Rundfunk- und Fernsehtechnischen Zentralamtes, das Zentral-Institut für Funktechnik. In dieser Zeit entstand ein rund 29 Meter hoher Messturm.
Nach der Wende wurde die Anlage von der Deutschen Telekom übernommen, die nach einem längeren Leerstand die Gebäude im Jahr 2020 versteigerte.